# Борнгефед
Борнгефед (нім. Bornhöved) — громада в Німеччині, розташована в землі Шлезвіг-Гольштейн. Входить до складу району Зегеберг. Центр об'єднання громад Борнгефед.
Площа — 14,35 км2. Населення становить 3342 ос. (станом на 31 грудня 2020).

## Галерея

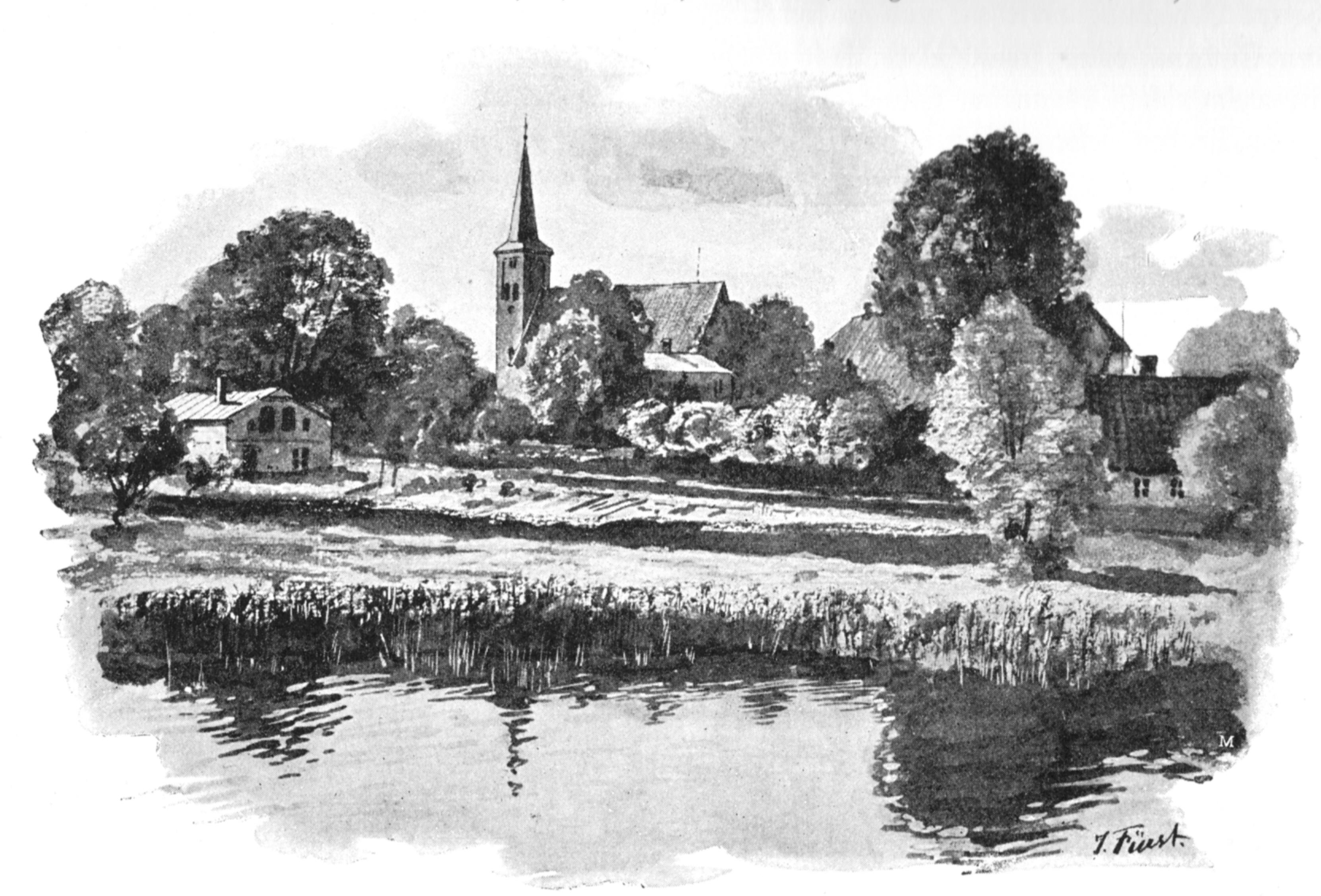